# 柯泯薰
柯泯薰（英語：misi Ke），台灣創作女歌手、唱片製作人、編曲家、聲音藝術家，暱稱柯柯，2014年發行第一張全創作專輯《遊樂》 正式出道。多次入圍金曲獎、金音創作獎等音樂獎項，曾榮獲2019年亞洲影藝創意大獎「最佳主題曲」、並榮獲第二十四屆 2020年「中華音樂人交流協會十大單曲」，曾參與雷亞遊戲原聲帶單曲演唱於2015年打入日本「Oricon公信榜」。2016年加入洗耳恭聽廠牌，並於2017年發行個人錄音室專輯《不能發出聲音》、於2018年入圍第29屆金曲獎「最佳演唱錄音專輯獎」，2019年底發行《畫話 Drawing Dialogue》專輯，2020年再度入圍第31屆金曲獎「最佳演唱錄音專輯獎」。2024年發行十年里程碑大作《好好的 BE GOOD》。
柯泯薰曾跨界發表攝影詩集舉辦展覽，2019年以聲音藝術家身份於日本參展「中之条町雙年展」 (NAKANOJO BIENNALE 2019)，並廣獲美國、日本、泰國、新加坡、江蘇 等國際間的音樂合作邀請。 2023年與日本樂團 FAKE CREATORS （LITE, DE DE DE MOUSE) 合作成為樂團主唱。 2014年正式出道至今，已發行四張個人創作專輯，2014年《遊樂 PLAY》、2017年《不能發出聲音 DON'T MAKE A SOUND》、2020年《畫話 Drawing Dialogue》、2024年《好好的 BE GOOD》。

## 演藝生涯
從未學習過專業的音樂課程的柯泯薰，在國中時為馬拉松長跑田徑隊選手，高中時就讀華岡藝校半途離家至北京深造舞蹈，意外開啟她自學吉他的旅程。與父親約定期屆滿後回台，柯泯薰至音樂教室學習吉他，因而認識製作人陳君豪，因製作人聽過她的創作後，積極鼓勵她參加校園音樂創作比賽獲得獎項肯定，讓她更確信在音樂這條路上的發展，初期曾組過「柯泯薰 x DPOWER」樂團，進而擔任戴佩妮演唱會技師及唱片專案製作助理，奠定了柯泯薰在流行音樂的製作水準，爾後她開始在台灣各大Live House演出、以及參加音樂祭邀演。2011-2012 先後曾發表四張獨立製作的手工單曲 〈Intro〉、〈這是我的地方〉、〈陌生的瞳孔探險〉、〈樹對我說〉，她堅持將每一張單曲親手交給收藏作品的聽眾，如今四張手工單曲一張難求。在初試啼聲的過程中曾獲春浪音樂創作大賞獎項肯定，並於2010年於校際間最具有指標性的音樂創作比賽政大金旋獎獲得獎項肯定，隔年2011年獲邀替政大金旋獎創作主題曲〈遊樂〉，柯泯薰也因此在校際間打開知名度。
2014年，她發行首張全創作專輯《Play 遊︱樂》並入圍第六屆金音創作獎最佳創作人、最佳新人，以及新加坡Freshmusic Awards 年度新人。此張專輯於臺灣獨立廠牌角頭音樂發行，是此廠牌唯一的中文女歌手（此廠牌皆發行原住民語音樂為主），《Play 遊︱樂》是她與唱片製作人陳君豪為期三年製作，專輯內9首曲目，包含 1 首Bonus Track，10首全創作歌曲飽滿靈魂，曲風以新迷幻貫穿搖滾與民謠，其中以〈這是我的地方〉一曲，遼闊的編曲與直率的詞曲，成為柯泯薰聽眾之間傳唱度極高的國歌。專輯副標寫著『不覺得自己在自己的身體裡』，一語寫下此位創作者憂傷且迷幻的生長姿態。
2016年，柯泯薰與美籍攝影師KD Sun合作，獨立發行攝影詩集《you stay here》 ，攝影詩集內相作拍攝背景於日本京都，並全以底片紀錄製作，融合柯泯薰的文字，攝影詩集以闇黑調性貫穿，象徵過去腐壞的一切留在原地，但人的心靈與成長是不斷往前邁進的概念，《you stay here》還拓展為展覽至台北濕地文創、嘉義文化產業創意園區策展，展館內以聲音、光影、人的心靈流動為主軸，每位參與此展覽的觀眾皆可留下想放下的人事物，並於此帶走新的心情與靈感。
2017年，柯泯薰加入華研國際音樂子公司All Ears 洗耳恭聽股份有限公司，並推出第二張全創作專輯《DON'T MAKE A SOUND 不能發出聲音》，其中收錄歌曲〈光害 （页面存档备份，存于） 為電影《紅衣小女孩2》片尾曲，此張專輯製作人是柯泯薰本人，全專輯曲目12首歌，多數歌曲以同步錄音方式進行錄製，並於世界各地採集聲音，並融入於流行音樂中，她堅持此張作品不做人聲後製，以錄製此時此刻的真實情感為主軸，此錄音、混音技法在現今流行音樂工業極為罕見，這樣的堅持也讓她擁有了新的稱號為「聲音實驗藝術家」，該作於翌年入圍第29屆金曲獎「最佳演唱錄音專輯獎」。其中一曲〈光害Light Pollution〉榮獲第8屆金音創作獎「最佳民謠單曲獎」提名。
2017-2018年，《DON'T MAKE A SOUND 不能發出聲音》舉辦亞洲 TOUR 巡迴至：台灣、日本東京、新加坡、馬來西亞、北京、香港、上海、成都等城市進行共10場巡演，演唱會融合聲音實驗藝術，現場設置一把空心吉他，並在吉他響孔內設置錄音筆，替觀眾錄製對思念的人說出心裡想說的話，此概念以解放心中的枷鎖為理念，並以此時此刻說出的話語，便能傳遞於思念的人心裡，讓所有參與的人印象為之深刻。此場演出人員為：音樂總監/柯泯薰、吉他手/劉哲麟（Little Shy on Allen Street樂團）、貝斯手/林志仁（輕鬆玩樂團）、鼓手/江尚謙（佛跳牆樂團）、合成器手/蘇玠亘（濁水溪公社樂團、女孩與機器人樂團）、合音/王品裙，演唱會導演/陶婉玲（同為是洗耳恭聽公司主管）。此巡迴演出主視覺同為專輯設計者蔡書瑀，設計以紅色為底，背景圖以鼓和麥克風等樂器，並於正中央設計以柯泯薰繪製的天線圖為主，底端寫上各場次資訊。
2019年2月，柯泯薰受邀至日本「一週一冊」森岡書店 (Morioka Shoten) 演出策展，她成為首位在該書店策展的臺灣創作歌手；同月份，和日本聲影藝術家岡本憲昭 okamotonoriaki 聯手推出復古8公分小CD單曲《We stay here》。。並於同時推出攝影書《I Remember》攝影師為 KD Sun，此攝影書紀錄柯泯薰與岡本憲昭於日本中之条町小學校遺跡同步錄音的過程，此書以全白為調性，象徵人的記憶將留下最純粹的片段為主軸，攝影書裡更收藏了日籍畫家 Izumi 之畫作，以及柯泯薰寫下〈We stay here〉的歌詞。同年9月與Okamoto Noriaki的合作拓展至日本中之条町藝術祭（NAKANOJO BIENNALE 2019）參展聲音與空間結合的藝術限定演出，爾後她與岡本憲昭在臺灣舉辦連續兩天的演出，一開賣即售罄。
2019年7月，瑞典民謠詩人José González二度來台在台北 Legacy Taipei 舉辦專場演唱會，柯泯薰擔任該場演唱會開場嘉賓。同年12月，柯替新加坡網路《北京到莫斯科》創作的歌曲〈倒轉卡帶 Dedgdai〉拿下新加坡亞洲影藝創意大獎（Asian Academy Creative Awards）最佳影視主題歌曲獎。同為網路劇主題曲的〈失去甚麼〉隔年亦入圍紅星大獎最佳影視主題歌曲獎。此首歌曲是與新加坡臥室唱作人Koffkoff  合作，並於新加坡錄音室以同步錄音紀錄完成。同年12月28日柯泯薰於臺北 Legacy Taipei 舉辦〈我們一起走 Go Together〉演唱會，此場演唱會柯泯薰僅以一把吉他作整場演出，為時90分鐘的演出，她邀請了呂士軒、四分衛樂團主唱阿山、守夜人樂團、ODd、吳青峰音樂圈好友站台擔任嘉賓合唱。
2020年3月，柯泯薰獲邀參演美國南方音樂祭SXSW 演出，該年因 Covid-19 疫情影響，導致音樂節取消舉辦。
2020年12月，柯泯薰發行籌備三年的創作專輯《畫話 Drawing Dialogue》。專輯堪稱出道後最佳之作，橫跨獨立與流行之間，發行後便獲得廣大迴響，並於隔年入圍第32屆金曲獎的最佳演唱錄音專輯獎。柯泯薰為《畫話 Drawing Dialogue》的主要製作人、母帶後製製作人，此張專輯攜手日籍音樂家 Toshiya Fueoka、劉哲麟、鍾濰宇、秦旭章擔綱製作人。此張專輯為柯泯薰於洗耳恭聽公司發行的最後一張專輯。此張專輯 10首歌以藝術能治癒人心、語言能連接彼此為主軸概念，以精細幹練的流行音樂工法製作此張專輯，更廣邀各界藝術家合作此張專輯〈illusion〉一曲邀請詩人李格弟填詞，〈另個時空的你 Another You〉則邀請了吳青峰一同譜曲合唱，〈拋 Cast Away〉邀請秦旭章（守夜人樂團）譜曲、編曲、製作，〈我們之間的河〉則邀請了新銳詩人陳昭淵共同填詞。此張專輯最後一首曲目〈榕樹爺爺 Banyan Grandpa〉則是在台灣台東池上做同步錄音。此張專輯的豐富性與獨特性，讓柯泯薰的藝術性與流行性更加強烈。
2021年，於台灣音樂圈創辦多年，極具影響力的中華音樂人交流協會評選出2020年10大單曲，專輯內主打歌〈拋〉獲選為其中之一曲目。
同年新加坡網路音樂平台 Freshmusic Awards 評選2020年最佳專輯獎《畫話 Drawing Dialogue》獲選其中，〈另個時空的你〉獲得最佳單曲獎。
同年4月9日柯泯薰於高雄衛武營舉辦《畫話 Drawing Dialogue》專場演出，此場演出以三人Trio編制演奏60分鐘音樂節目，此場樂手為鍵盤手/鄭昭元（Robort Swing 樂團）、電吉他手/蔡依靜（依錚依靜組合），木吉他手、主唱/柯泯薰，演出僅演唱專輯之曲目，並於觀眾席邀請嘉賓吳青峰上台共同合唱〈另個時空的你〉，為專輯發行後第一次同台合唱此首歌曲。
2021年7月，柯泯薰擔任KKBOX舉辦之KKNOW音樂創作比賽導師、評審、製作人，此活動為線上音樂比賽，擔任評審將選出各組冠軍並共同合唱，此屆創作組冠軍為青冬，柯泯薰替該歌手擔任製作並其合唱〈化石〉於同年10月發行合作單曲。    同年10月，柯泯薰擔任台南Sing時代演出記者會出席嘉賓。    同年10月，柯泯薰與耿斯漢翻唱合唱之曲目〈我把我的青春給你〉正式發行，此首歌收錄於《軀殼人生》專輯中第五首曲目。    同年11月，柯泯薰替台灣職業棒球統一獅隊擔任開球嘉賓。    同年11月，柯泯薰替歌手黃偉晉量身打造寫下〈我的飛翔 Fly Freely〉專輯主打歌，收錄在歌手專輯《CreaLife》曲目第二首。
2022年，參加《中國好聲音》在網路社群上引起兩岸樂迷討論。
2023年日本樂團 LITE & DE DE MOUSE 組成 FAKE CREATORS 電子數字搖滾樂團，找來柯泯薰合作創作組成 FAKE CREATORS with MISI KE，二月開始發行首部單曲〈FAR DREAMS〉接續三月發行〈CHAIN〉四月發行〈READY TO SAY GOODBYE〉，七月柯至東京涉谷以嘉賓身份共演合作曲目，同年再發行單曲〈Tuesday Butterfly〉，並發行收錄8首曲目之EP《Rain Dreams》。
2024年，創立自營運音樂廠牌〈好好的藝術股份有限公司〉，柯為其廠牌主理人，並於同年發行概念單曲〈曬乾〉、〈安靜的小時候〉、〈Towa永遠〉，三首單曲封面以三原色（紅黃藍）為概念，並於台北玉成戲院錄音室舉辦《在音樂發生之前》演唱會。並開始接連於海外舉辦專場演唱會 - 澳門、香港、新加坡、日本、廣州、深圳、南寧、南丹等地以不插電配置演出。並於年底發行十年里程碑大作〈好好的 BE GOOD〉，專輯發行後首唱在香港最大音樂節 Clockenflap 於主舞台演出。
2025年，主演電影《河鰻》入選第75屆柏林影展「視角」競賽單元。並預計於該年春季展開〈好好的 BE GOOD〉專輯樂隊巡演，七站城市含括：上海、南京、寧波、杭州、北京、深圳、廣州。

## 作品

### 錄音室專輯
| 發行順序 | 資料                                                                                                 | 曲目 |
| -------- | --- | --- |
| 1st      | 《Play 遊︱樂》 - 發行日期：2014年11月17日 - 發行公司：角頭文化                                      | 曲目 1. 遊樂 2. 送給我的世界 feat. 黃建為 3. 署名給 4. 旅鳥 5. 等妳擁有勇氣 6. 卡夫卡 7. Silence 8. 指北針 feat. 陳如山 9. 這是我的地方 10. 我不懂（hidden track）                                           |
| 2nd      | 《DON'T MAKE A SOUND 不能發出聲音》 - 發行日期：2017年6月30日 - 發行公司：洗耳恭聽                   | 曲目 1. 引起貓的注意 2. Falling Rain Fall in Love 3. 形狀 4. 田村與我 5. 失去光的螢火 6. 不關窗 7. 石頭與石頭之間的對話 8. 流刺網流星雨 9. 光害 10. B SIDE 11. 請你不要在這時候出來跟我說話 12. 炙熱是一首歌 |
| 3rd      | 《畫話 Drawing Dialogue》 - 發行日期：2020年12月11日(數位) 2020年12月25日(實體) - 發行公司：洗耳恭聽 | 曲目 1. 飄浮 2. 自戀的自虐 3. 我們之間的河 4. 另個時空的你 feat. 吳青峰 5. Pa-Ting 6. 倒轉卡帶 - 2020 Version feat. Koffkoff 7. 樹對我說 8. 拋 9. 贈予 10. 榕樹爺爺                                          |
| 4th      | 《好好的 BE GOOD》 - 發行日期：2024年11月22日(數位) 2024年12月26日(實體) - 發行公司：亞神音樂        | 曲目 1. 蟬與螢 2. 下一頁 3. 一萬兩千公里 4. 哭哭臉 feat. 呂士軒 5. 繼續努力 6. 鳥語魚 7. 與生俱來的愛 feat. 蘇珮卿 8. 不盡美好 9. 笑一個一起哭 10. 好好的                                                    |

### 單曲 & EP
| 作品名稱                                           | 發行日期       | 附註 |
| 《DEMO 1. Intro》未發行手工單曲（絕版）            | 2010年7月19日  | 收錄曲：Intro、我不懂、失去甚麼 |
| 《DEMO 2. 陌生的瞳孔探險》未發行手工單曲（絕版）   | 2010年11月26日 | 收錄曲：陌生的瞳孔探險 |
| 《DEMO 3. 這是我的地方》未發行手工單曲（絕版）     | 2011年7月16日  | 收錄曲：指北針、這是我的地方、遊樂 |
| 《DEMO 4. The Tree Told Me》未發行手工單曲（絕版） | 2012年12月31日 | 收錄曲：The Tree Told Me |
| 〈Lucid Dream〉單曲（實體）                        | 2017年1月16日  | 台灣曼谷獨立音樂實驗單曲，與泰國樂團 MATTNIMARE 和唱作人王榆鈞合作。 |
| 《DON'T MAKE A SOUND TOUR》LIVE EP（實體）         | 2018年5月12日  | 收錄曲：卡夫卡（LIVE）、請你不要在這個時候出來跟我說話（LIVE）、石頭與石頭之間的對話（LIVE）、這是我的地方（LIVE）、光害（LIVE），該 EP 為柯泯薰《2018 DON'T MAKE A SOUND TOUR－Noise Session》演唱會贈品。 |
| 《We stay here》單曲（實體）                       | 2019年2月22日  | 收錄曲：We stay here (Message)、We stay here 、We stay here (Demo) ，與日本聲影藝術家 okamotonoriaki（岡本憲昭）合作之作品。                                                                                |
| 〈拋〉單曲（線上）                                 | 2020年10月30日 | 專輯《畫話 Drawing Dialogue》之首波主打單曲 |
| 〈另個時空的你〉單曲（線上）                       | 2020年12月20日 | 專輯《畫話 Drawing Dialogue》第二波主打單曲，為與吳青峰合作之作品。 |
| 〈化石〉單曲（線上）                               | 2021年10月15日 | KKBOX KKNOW 音樂創作比賽冠軍，為與 青冬合作之作品。 |
| 〈陌生的瞳孔探險〉單曲（線上）                     | 2022年5月6日   | 村裡來了個暴走女外科 電視劇片尾曲，為洗耳恭聽廠牌發行之作品。 |
| 〈曬乾〉單曲（線上）                               | 2024年3月21日  | 成立自我廠牌後的首發單曲。 |
| 〈安靜的小時候〉單曲（線上）                       | 2024年4月17日  | 與鋼琴家鄭昭元合作編曲之作品。 |
| 〈TOWA 永遠〉單曲（線上）                          | 2024年7月2日   | 與日本聲影藝術家岡本憲昭 NORIO 再次合作發行單曲。 |
| 〈笑一個一起哭〉單曲（線上）                       | 2024年8月23日  | 專輯《好好的 BE GOOD》收錄單曲，為與製作人鄭昭元合作之作品。 |
| 〈下一頁〉單曲（線上）                             | 2024年9月20日  | 專輯《好好的 BE GOOD》收錄單曲，為首波主打單曲。 |
| 〈哭哭臉〉單曲（線上）                             | 2024年10月15日 | 專輯《好好的 BE GOOD》收錄單曲，第二波主打單曲，為與呂士軒合作之作品。 |
| 〈不盡美好〉單曲（線上）                           | 2024年11月8日  | 專輯《好好的 BE GOOD》收錄單曲，第三波主打單曲。 |

### 電影、電視、電玩作品
| 作品名稱                         | 發行日期       | 附註 |
| 〈幸福的低語〉                   | 2011年         | 《Hi ! Baby》公視紀錄片主題曲，與廖珮妤合唱                                                                                            |
| 《Deemo》(Original Soundtrack)   | 2013年11月13日 | 原聲帶收錄與 秦旭章 合作歌曲〈Undo〉以及〈Electron〉                                                                                   |
| 《Mandora》(Original Soundtrack) | 2015年7月16日  | 《Shining Forest》收錄於雷雅遊戲公司出版手遊《Mandora》與冰鳥工作室合作單曲                                                            |
| 〈光害〉                         | 2017年6月30日  | 電影《紅衣小女孩2 The Tag-Along 2》電影片尾主題曲                                                                                      |
| 〈失去甚麼〉                     | 2019年6月4日   | 新加坡跨國網路劇《北京到莫斯科》主題曲，入圍2020年紅星大獎，最佳主題曲獎                                                               |
| 〈倒轉卡帶〉                     | 2019年8月9日   | 新加坡跨國網路劇《北京到莫斯科》插曲，為與新加坡臥室唱作人 Koffkoff 合作之作品，亦曾獲 2019 年亞洲影藝創意大獎戲劇類「最佳主題曲」獎。 |
| 〈陌生的瞳孔探險 〉              | 2022年5月13日  | 公視醫療職人劇《村裡來了個暴走女外科》片尾曲                                                                                           |

### 其他歌曲創作
註：非收錄於個人專輯之歌曲創作
| 演出者與專輯名稱     | 發行日期      | 收錄曲     | 創作部分  |
| 光良《回憶裡的瘋狂》 | 2013年7月8日  | 年輪       | 詞        |
| 潘裕文《親密》       | 2015年10月2日 | 成為       | 詞        |
| 黃偉晉《CreaLife》   | 2021年11月5日 | 我的飛翔   | 詞曲      |
| 楊乃文《FLOW》       | 2023年8月25日 | 一半的孤獨 | 作曲/編曲 |

### 其他音樂製作
註：非收錄於個人專輯之歌曲編曲、製作
| 演出者與專輯名稱                | 發行日期       | 參與曲目                    | 備註                                           |
| 鄭興《眼淚博物館》              | 2020年6月18日  | 海鷗（合唱）                | 製作、編曲（與劉哲麟、林志仁、江尚謙共同編曲） |
| 王品裙《愛情靈果》              | 2020年12月15日 | 皮諾丘、螃蟹、Daytrip       | 全 EP 製作                                     |
| 馬曉安《早安 mziboq su》        | 2020年12月30日 | 一起生活，好嗎？            | 編曲                                           |
| 青冬《化石 Fossil》             | 2021年10月15日 | 化石（合唱）                | 製作                                           |
| 馬曉安 《我們擁抱 mi-ba i-tal》 | 2022年5月20日  | 我們擁抱 mi-ba i-ta（合唱） | 詞曲                                           |
| 集夢所 《白鯨》                 | 2024年8月30日  | 白鯨                        | 製作                                           |

### 其他演唱歌曲
註：非收錄於個人專輯之演唱歌曲
| 演出者與專輯名稱                              | 發行日期       | 收錄曲                          | 附註                                |
| 大支《硬》                                    | 2016年10月19日 | 途中相見                        | 與大支合唱                          |
| 守夜人《晚安使用手冊》                        | 2017年12月29日 | 倒數開始 （页面存档备份，存于） | 與守夜人合唱                        |
| ODd《霓虹》                                   | 2018年12月11日 | 霓虹 （页面存档备份，存于）     | 與電子音樂人ODd合作，單曲僅數位發行 |
| 鄭興《眼淚博物館》                            | 2020年6月18日  | 海鷗                            | 與鄭興合唱                          |
| 耿斯漢《軀殼_人生》                           | 2021年10月15日 | 我把我的青春給你                | 與耿斯漢合唱                        |
| Fake Creators《Rain Dreams（feat. Misi Ke）》 | 2023年10月4日  | 全碟曲目                        | 擔任樂團主唱身份，並共同創作此EP    |
| OVDS《給孤獨園》                              | 2024年10月25日 | 思念俱焚                        | 與OVDS合唱                          |

### 書籍作品
| 書籍名稱          | 發行日期      | 註解 |
| 《You Stay Here》 | 2016年8月20日 | 攝影詩集，與美國籍攝影師 KD SUN 合作 |
| 《I remember》    | 2019年2月12日 | 攝影書，美國籍攝影師 KD SUN 拍攝製作，實紀柯泯薰與日本聲影藝術家 okamotonoriaki 於日本中之条町學校遺址，為單曲《We stay here》錄音之攝像。 |

## 演出作品

### 電影
| 年份   | 片名         | 角色   | 導演   |
| ------ | ------------ | ------ | ------ |
| 2025年 | 《河鰻 EEL》 | 女主角 | 朱駿騰 |

## 獎項紀錄
| 年份 | 典禮                                                 | 獎項                     | 入圍作品                                  | 結果 |
| ---- | ---------------------------------------------------- | ------------------------ | ----------------------------------------- | ---- |
| 2009 | 東吳大學蘇州金弦獎                                   | 創作組（冠軍）           | 〈卸下〉                                  | 獲獎 |
| 2009 | 東吳大學蘇州金弦獎                                   | 最佳作曲                 | 〈卸下〉                                  | 獲獎 |
| 2009 | 精神健康大賞                                         | 音樂創作（第3名）        | 〈聆聽〉                                  | 獲獎 |
| 2009 | 教育大學師弦獎                                       | 個人組（亞軍）           | 〈贈予〉                                  | 獲獎 |
| 2009 | 大同大學銅釦獎                                       | 個人組（亞軍）           | 〈贈予〉                                  | 獲獎 |
| 2010 | 政治大學金旋獎                                       | 樂團創作組（亞軍）       | 〈卸下〉                                  | 獲獎 |
| 2010 | 世新大學新弦獎                                       | 創作組（亞軍）           | 〈卸下〉                                  | 獲獎 |
| 2010 | 世新大學新弦獎                                       | 最佳演唱                 | 〈卸下〉                                  | 獲獎 |
| 2010 | 春浪音樂祭                                           | 台灣原創樂團大賽（亞軍） | 〈我不懂〉                                | 獲獎 |
| 2010 | 金音獎                                               | 最佳網路單曲             | 〈贈予〉                                  | 提名 |
| 2010 | 臺北科技大學赤弦獎                                   | 創作組（第3名）          | 〈不關窗〉                                | 獲獎 |
| 2010 | 東吳大學蘇州金弦獎                                   | 創作組（冠軍）           | 〈不該〉                                  | 獲獎 |
| 2010 | 東吳大學蘇州金弦獎                                   | 最佳作曲                 | 〈不該〉                                  | 獲獎 |
| 2015 | 第8屆 Freshmusic Awards                              | 年度新人                 | 《遊｜樂 Play》專輯                       | 提名 |
| 2015 | 第6屆金音獎                                          | 最佳新人                 | 《遊｜樂 Play》專輯                       | 提名 |
| 2015 | 第6屆金音獎                                          | 最佳創作歌手             | 《遊｜樂 Play》專輯                       | 提名 |
| 2017 | 第8屆金音獎                                          | 最佳民謠單曲             | 〈光害〉                                  | 提名 |
| 2018 | 第10屆 Freshmusic Awards                             | 年度十大專輯             | 《DON'T MAKE A SOUND 不能發出聲音》       | 獲獎 |
| 2018 | 第10屆 Freshmusic Awards                             | 年度大躍進               | 《DON'T MAKE A SOUND 不能發出聲音》       | 提名 |
| 2018 | 第10屆 Freshmusic Awards                             | 最佳女演唱人             | 《DON'T MAKE A SOUND 不能發出聲音》       | 提名 |
| 2018 | 第29屆金曲獎                                         | 最佳演唱錄音專輯         | 《DON'T MAKE A SOUND 不能發出聲音》       | 提名 |
| 2019 | 新加坡亞洲影藝創意大獎 Asian Academy Creative Awards | 最佳影視主題歌曲         | 〈倒轉卡帶〉                              | 獲獎 |
| 2021 | 中華音樂人交流協會                                   | 2020年度十大單曲         | 〈拋〉                                    | 獲獎 |
| 2021 | 第13屆 Freshmusic Awards                             | 年度十大專輯             | 《畫話 Drawing Dialogue》                 | 獲獎 |
| 2021 | 第13屆 Freshmusic Awards                             | 最佳單曲                 | 〈另個時空的你〉（演唱者：柯泯薰/吳青峰） | 獲獎 |
| 2021 | 第1屆 PlayMusic Awards                               | 年度獨立音樂歌曲         | 〈拋〉                                    | 獲獎 |
| 2021 | 第32屆金曲獎                                         | 最佳演唱錄音專輯         | 《畫話 Drawing Dialogue》                 | 提名 |
| 2025 | 第10屆 LAVENDER MUSIC AWARDS                         | 十大年度專輯獎           | 《好好的》                                | 獲獎 |
| 2025 | 第10屆 LAVENDER MUSIC AWARDS                         | 十大年度單曲獎           | 〈不盡美好〉                              | 獲獎 |
| 2025 | 第10屆 LAVENDER MUSIC AWARDS                         | 最佳作曲人獎             | 〈不盡美好〉                              | 提名 |

## 外部連結
- Misi Ke 柯泯薰 官方網站 （页面存档备份，存于）
- Misi Ke 柯泯薰的Facebook專頁
- Misi Ke 柯泯薰的Instagram帳戶
- Misi Ke 柯泯薰的新浪微博
- 新聞代表 （页面存档备份，存于）